# San Domenico Maggiore

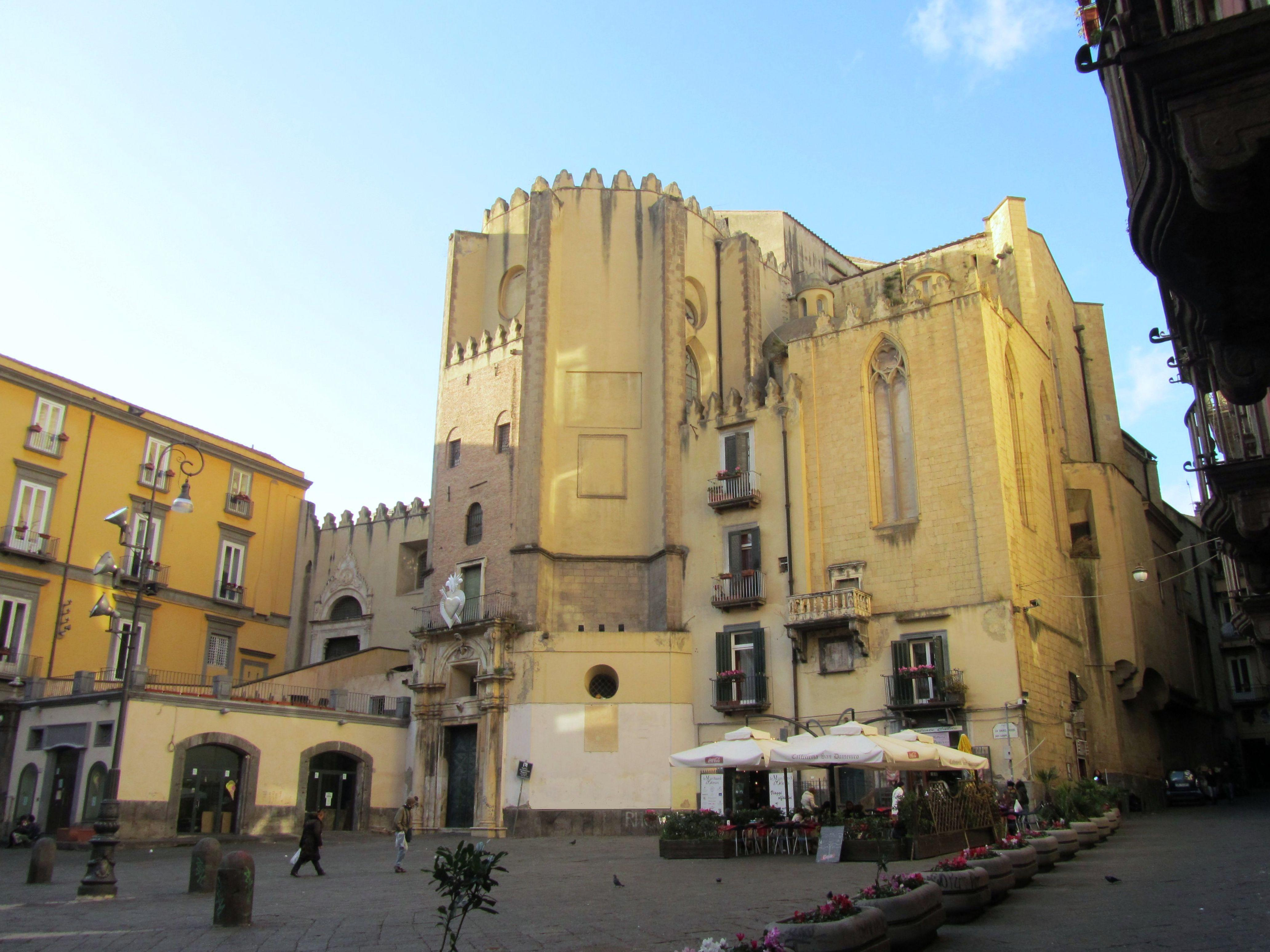
San Domenico Maggiore in Neapel

San Domenico Maggiore ist eine römisch-katholische Kirche und ein Kloster in Neapel und wurde vom Dominikanerorden gegründet. Der ursprüngliche Kirchenbau war ursprünglich eines der wichtigsten Werke der neapolitanischen Gotik; zahlreiche Umbauten und Restaurierungen haben den Charakter nahezu vollständig verändert.

## Lage
San Domenico Maggiore befindet sich auf dem gleichnamigen Platz im historischen Zentrum von Neapel. Der Platz wird von einer Gasse begrenzt, die im Volksmund „Spaccanapoli“ genannt wird (die in diesem Abschnitt ihrer beträchtlichen Länge derzeit als Via Benedetto Croce bezeichnet wird). Sie war eine der drei Hauptstraßen in Ost-West-Richtung der ursprünglichen griechischen Stadt Neapolis. In östlicher Richtung, entlang der Spaccanapoli, erreicht man in wenigen Häuserblocks die Piazza del Gesù Nuovo und Santa Chiara.
Der Platz ist von Palästen prominenter Familien gesäumt, darunter der Palazzo di Sangro di Casacalenda. In der Mitte des Platzes steht die Guglia die S. Domenico – eine der drei Pestsäulen in Neapel –, die nach der Pest von 1656 errichtet wurde. Ein erster Auftrag des Monuments scheint an den neapolitanischen Architekten Cosimo Fanzago gegangen zu sein. Der zur Ausführung gekommene Entwurf in Form eines Obelisken stammt von Francesco Antonio Picchiatti (1619–1694). fertiggestellt wurde das Monument 1737 unter Karl III., dem ersten bourbonischen Monarchen von Neapel.

## Geschichte

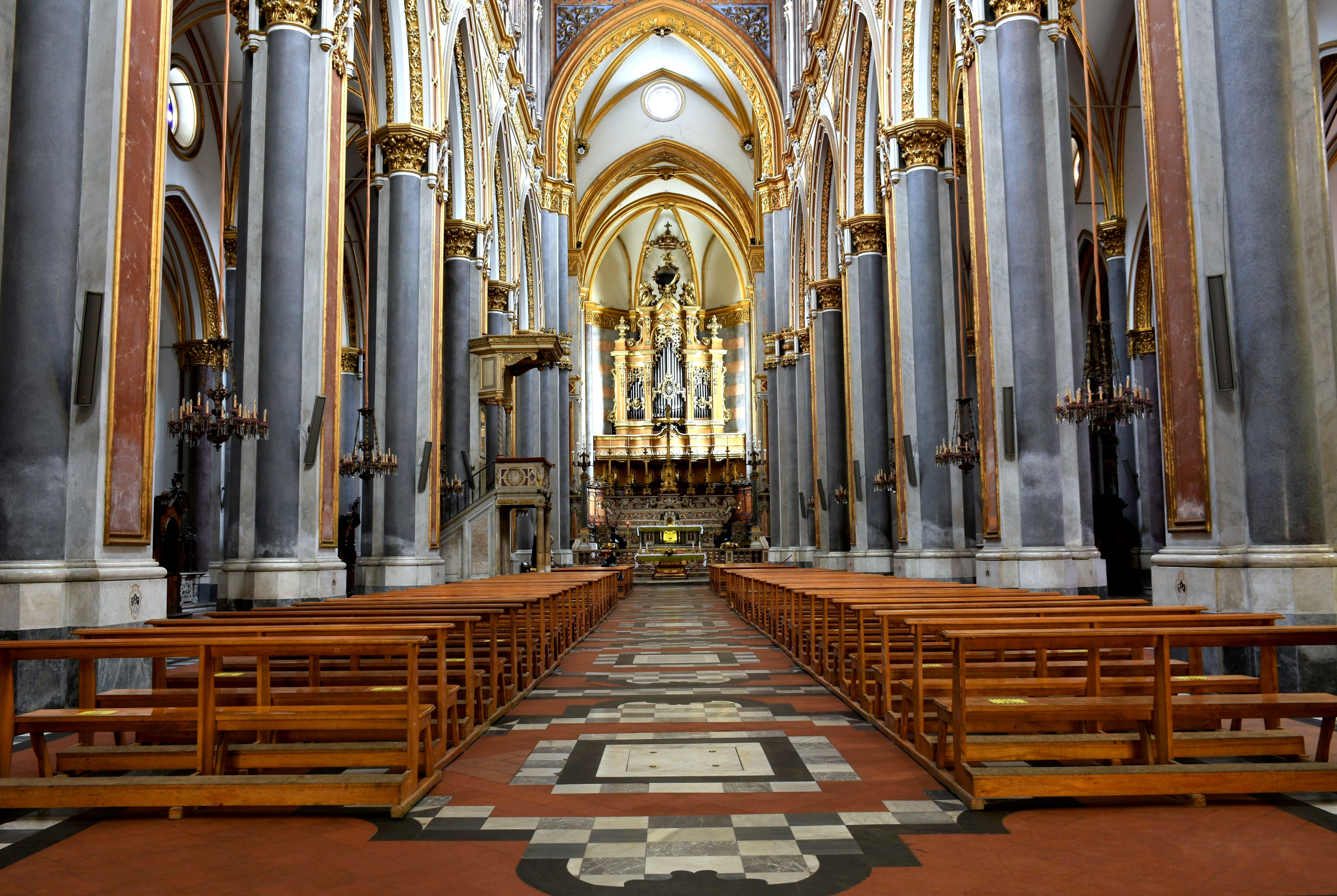
Innenansicht

Der Vorgängerbau des heutigen Gebäudes war eine kleinere Kirche, die im 10. Jahrhundert an dieser Stelle errichtet wurde, San Michele Arcangelo a Morfisa. 1231 ließen sich Dominikanermönche unter der Leitung von Bruder Tommaso Agni da Lentini in Neapel nieder und nahmen das alte Kloster von San Michele Arcangelo in Morfisa in Besitz, das von Benediktinerpatres geleitet wurde.
Die Weihe der Kirche San Domenico erfolgte 1255 auf Wunsch von Papst Alexander IV., wie eine Tafel rechts neben dem Haupteingang bezeugt. Der Bau der Kirche wurde von König Karl II. von Neapel aufgrund eines Gelübdes an Maria Magdalena während seiner Haft während der Sizilianischen Vesper angeordnet. Der Grundstein wurde am 6. Januar 1283 gelegt. Die Bauarbeiten dauerten bis 1324, wobei die französischen Architekten Pierre de Chaul und Pierre d'Angicourt die Arbeiten ergänzten.
Die Kirche wurde nach dem klassischen Kanon der gotischen Architektur erbaut, mit drei Schiffen, Seitenkapellen, einem großen Querschiff und einer polygonalen Apsis, gestaltet im Stil des Gotico Angioiano. Das Gebäude wurde in entgegengesetzter Richtung zur bestehenden Kirche errichtet, d. h. mit der Apsis zum Platz hin, hinter dem während der aragonesischen Periode ein Nebeneingang geöffnet wurde.
Zahlreiche bauliche Maßnahmen haben die Struktur im Laufe der Jahrhunderte verändert: Während der Renaissance führten Erdbeben und Brände zu ersten Umgestaltungen, unter anderem, um Kaiser Karl V. 1536 zu empfangen. Die im 19. Jahrhundert neu gefasste Holzdecke stammt von 1665. Weitere Umbauten erfolgten 1670, als ein Teil der Dekoration im Barockstil neu gestaltet wurde. Im 18. Jahrhundert wurden ebenfalls verschiedene Veränderungen vorgenommen, darunter der Austausch des Fußbodens, der von Domenico Antonio Vaccaro entworfen wurde.
Mit dem Aufstieg Joachim Murats zum König von Neapel wurden die Dominikaner enteignet und das ehemalige Kloster mit seiner Kirche von 1806 bis 1815 in öffentliches Eigentum überführt, was zu Schäden an der Bibliothek und dem künstlerischen Erbe führte. Es folgten Restaurierungsarbeiten, die im 19. Jahrhundert von Federico Travaglini eingeleitet wurden. Diese führten jedoch zu einer völligen Veränderung der baulichen Struktur, indem die Kirche in den Zustand ihrer ursprünglichen gotischen Form zurückversetzt wurde. Die Fresken im Chor wurden von Michele de Napoli (1853–1854) geschaffen.
Die Gebäude wurden während der Zeit der Aufhebung der religiösen Orden beschädigt, als die Dominikaner das Kloster zwischen 1865 und 1885 erneut verlassen mussten, während die Kirche nacheinander in verschiedene öffentliche Einrichtungen umgewandelt wurde (Turnhalle, Schule, Obdachlosen-Krankenhaus, Gerichtsbüros).
Die Kirche erhielt 1921 den Titel einer Basilica minor verliehen. Bei der Restaurierung im Jahr 1953 wurden die Spuren der Bombenangriffe von 1943 beseitigt. Die Restaurierungsmaßnahmen betrafen insbesondere die Kassettendecke, die Dächer, die Kapellengeländer, den Fußboden und die Orgel aus dem 18. Jahrhundert sowie die Fresken von Pietro Cavallini vom Anfang des 14. Jahrhunderts.

## Kloster
Das an die Kirche angeschlossene Kloster beherbergte in der Geschichte der Religion und der Philosophie bedeutende Persönlichkeiten. Es war der ursprüngliche Sitz der Universität von Neapel, an die Thomas von Aquin, ein ehemaliges Mitglied der dortigen Dominikanergemeinschaft, 1272 zurückkehrte, um Theologie zu lehren.
Der im Jahr 1600 in Rom wegen Häresie auf dem Scheiterhaufen hingerichtete Giordano Bruno trat am 15. Juni 1565 als Novize in das Kloster ein. 1572 wird er dort zum Priester geweiht. 1576 verlässt er das Kloster, nachdem er zum ersten Mal der Ketzerei verdächtigt wurde.

## Sakristei
Die Sakristei beherbergt eine Reihe von 45 Gräbern von Mitgliedern der königlichen Familie von Aragonien, darunter das von König Ferdinand I. Auch die sterblichen Überreste des seligen Raimund von Capua, eines ehemaligen Generalmeisters des Dominikanerordens, ruhen hier.

## Reliquienkammer
Die „Kammer der Heiligen Reliquien“, besser bekannt als „Schatzkammer“, wurde 1690 mit dem Ziel erbaut, die Herzen von Karl II. von Neapel, Alfons V. von Aragon (Alfonso I. von Neapel) und Ferdinand II. von Neapel sowie eine Reihe bedeutender Gegenstände aus dem Besitz der Dominikaner aufzubewahren, alles wertvolle historische Zeugnisse, die während der französischen Besetzung Anfang des 19. Jahrhunderts verloren gingen. Die Reliquienkammer wurde im Jahr 2000 für die Öffentlichkeit geöffnet, um eine kulturelle Attraktion im historischen Zentrum von Neapel zu werden.
Der Zugang erfolgt über eine Holztür, die in der zweiten Hälfte des 16. Jahrhunderts geschnitzt wurde und Cosimo Fanzago zugeschrieben wird. Er ist mit monumentalen Schränken aus Nussbaumholz aus dem 18. Jahrhundert ausgestattet, die eine in vier Teile gegliederte Sammlung zeigen: Die Bögen, Die Prozessionen, Der Schatz und die Heiligen Ornamente, eine Auswahl an kostbaren Gewändern der aragonesischen Monarchen, Reliquienbüsten, heiligen Gewändern und Reliquien der Dominikaner. Die Dekoration der Schranktüren, die von Francesco Antonio Picchiatti ausgeführt wurde, folgt demselben Stil wie der Terrakottaboden von Donato und Giuseppe Massa, die auch für das Kloster Santa Chiara in Neapel gearbeitet haben.

## Ausstattung

### Rechtes Seitenschiff, 2. Kapelle

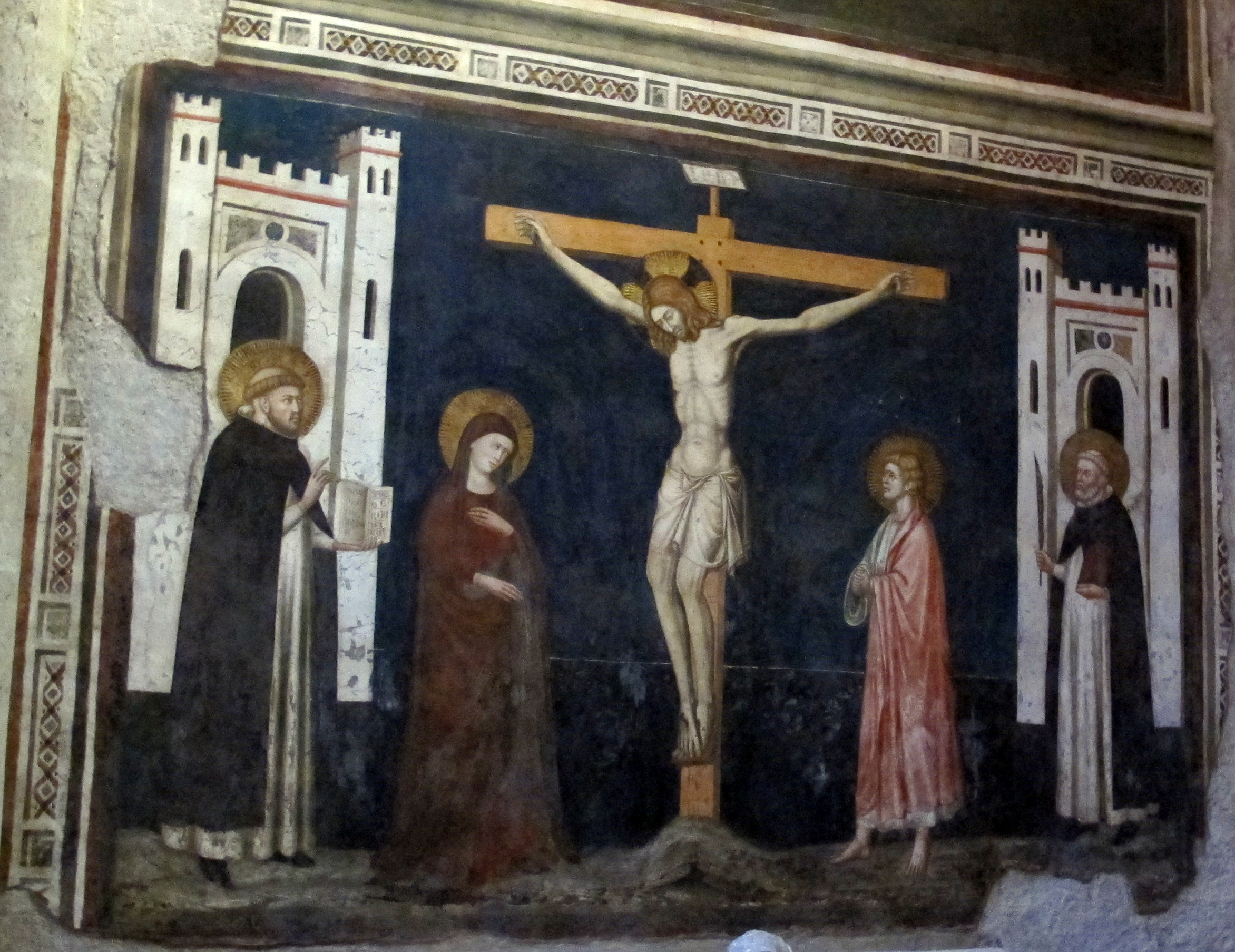
Brancaccio-Kapelle, Fresko von Pietro Cavallini, Kreuzigung

Unter den Ausstattungsobjekten sind in Hinsicht ihrer künstlerischen Qualität die Fresken von Pietro Cavallini in der Brancaccio-Kapelle (1308–1309) besonders hervorzuheben (2. Kapelle im rechten Seitenschiff). Der an vielen Stellen beschädigte und stark restaurierte Freskenzyklus erstreckt sich über alle drei Wände der Kapelle und zeigt die Geschichten des Evangelisten Johannes, die Kreuzigung, die Geschichten der Magdalena und die der Apostel Petrus, Paulus und Andreas. Der Freskenzyklus wurde um 1308 von dem neapolitanischen Kardinal Landolfo Brancaccio in Auftrag gegeben, nach dem die Kapelle benannt ist. 

### Rechtes Seitenschiff, 6. Kapelle

Cappellone del Crocifisso, Lageplan

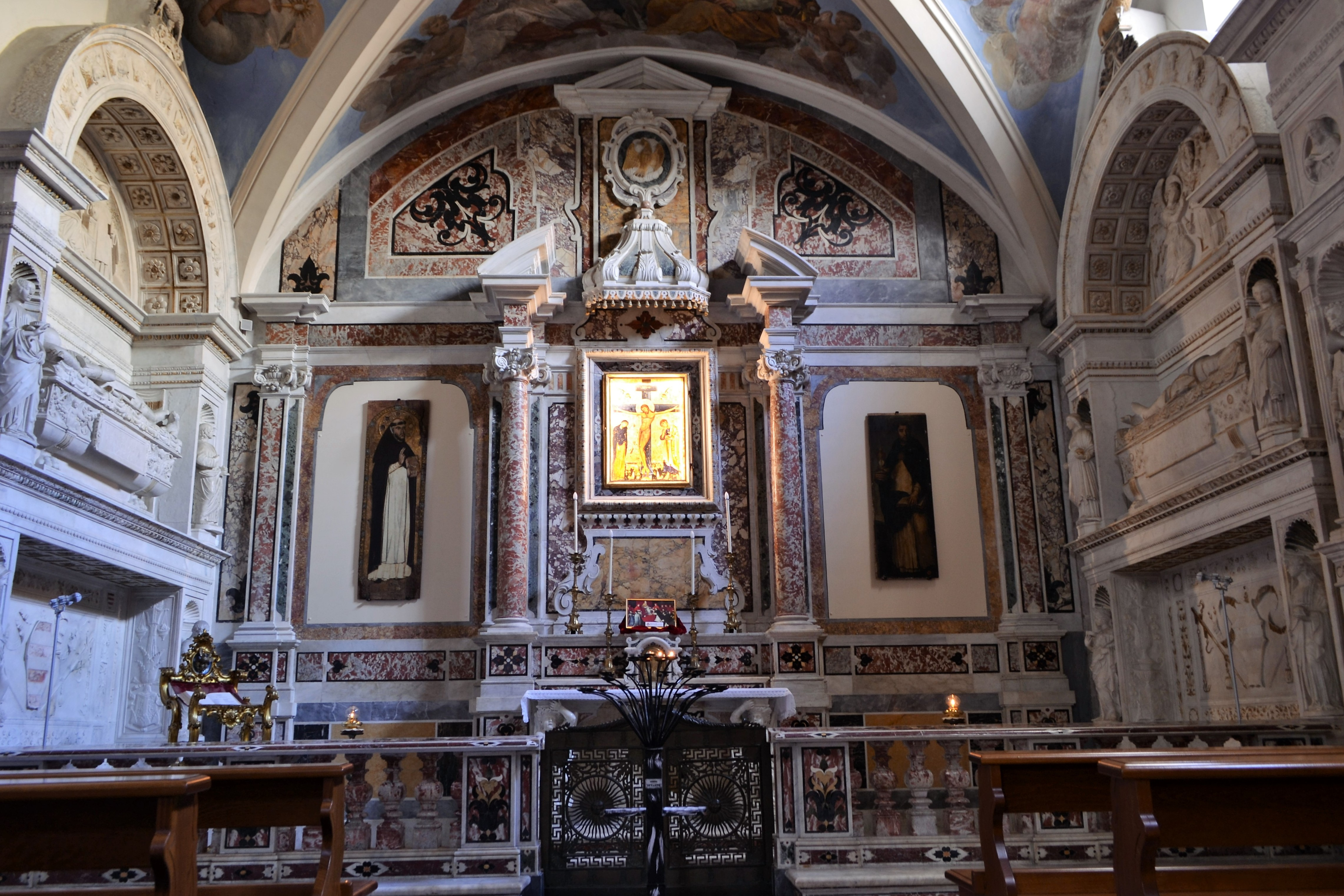
Cappellone del Crocifisso, Blick zum Hauptaltar

In der 6. Kapelle im rechten Seitenschiff öffnet sich geradeaus der Cappellone del Crocifisso, der aus einem Saal des alten Klostergebäudes entstanden ist. An der linken Seitenwand ist noch die alte Arkadenstellung erhalten, darüber Deckenfresken von um 1650 mit Darstellungen der Marienkrönung, musizierenden Engeln und Heiligen von Michele Regolia. Die große Kreuzigungstafel des barocken Hauptaltars, von der sich der Name der Kapelle ableitet, stammt aus der 2. Hälfte des 13. Jahrhunderts. Der Raum, der heute von dem Cappellone del Crocifisso eingenommen wird, gehörte ursprünglich zur Kapelle des Heiligen Nikolaus in der alten kirche des Erzengels Michael aus dem 14. Jahrhundert und beherbergt seither das gemalte Kruzifix. Hier soll der Gekreuzigte der Überlieferung nach 1372 zum Heiligen Thomas von Aquin mit den folgenden Worten gesprochen haben: „Thomas, du hast gut über mich geschrieben. Welchen Lohn willst du?“, worauf der Kirchenlehrer geantwortet haben soll: „Nichts als dich, Herr (non aliam nisi te)“. Die Legende wird auf dem Antependium dargestellt.
Nach dem Bau der Dominikanerkirche wurde der Raum in die 6. Kapelle des rechten Seitenschiffs des entstehenden Gotteshauses verwandelt, das dann nach dem wundertätigen Kruzifix benannt wurde. Im Laufe des 16. Jahrhunderts wurde die Innenausstattung der Kapelle dem Zeitgeschmack angepasst und von der Familie Carafa zur Unterbringung verschiedener Grabdenkmäler für ihre Familienmitglieder genutzt.
An der linken Seitenwand öffnen sich zwei Nebenkapellen:
- Die Capella di Santa Rosa di Lima, die durch feine Renaissance-Architektur geprägt ist und eine Madonnentafel mit Goldgrund aufweist.
- Die Capella dei Carafe, Conti di Ruvo, erbaut vor 1511 und dekoriert. Gegenüber dem Eingang ist das Grabmonument des 1511 verstorbenen Kardinals Oliviero Carafa platziert, das wahrscheinlich von Giovanni Tommaso Malvito stammt. Links positioniert ist das ebenfalls von Malvito errichtete Grabmal des Troilo Carafa.

Die Reihe der Grabmäler setzt sich im Hauptraum der 6. Kapelle fort, so etwa links und rechts der Altarwand Francesco Carafa und Diomede Carafa.

## Bildergalerie

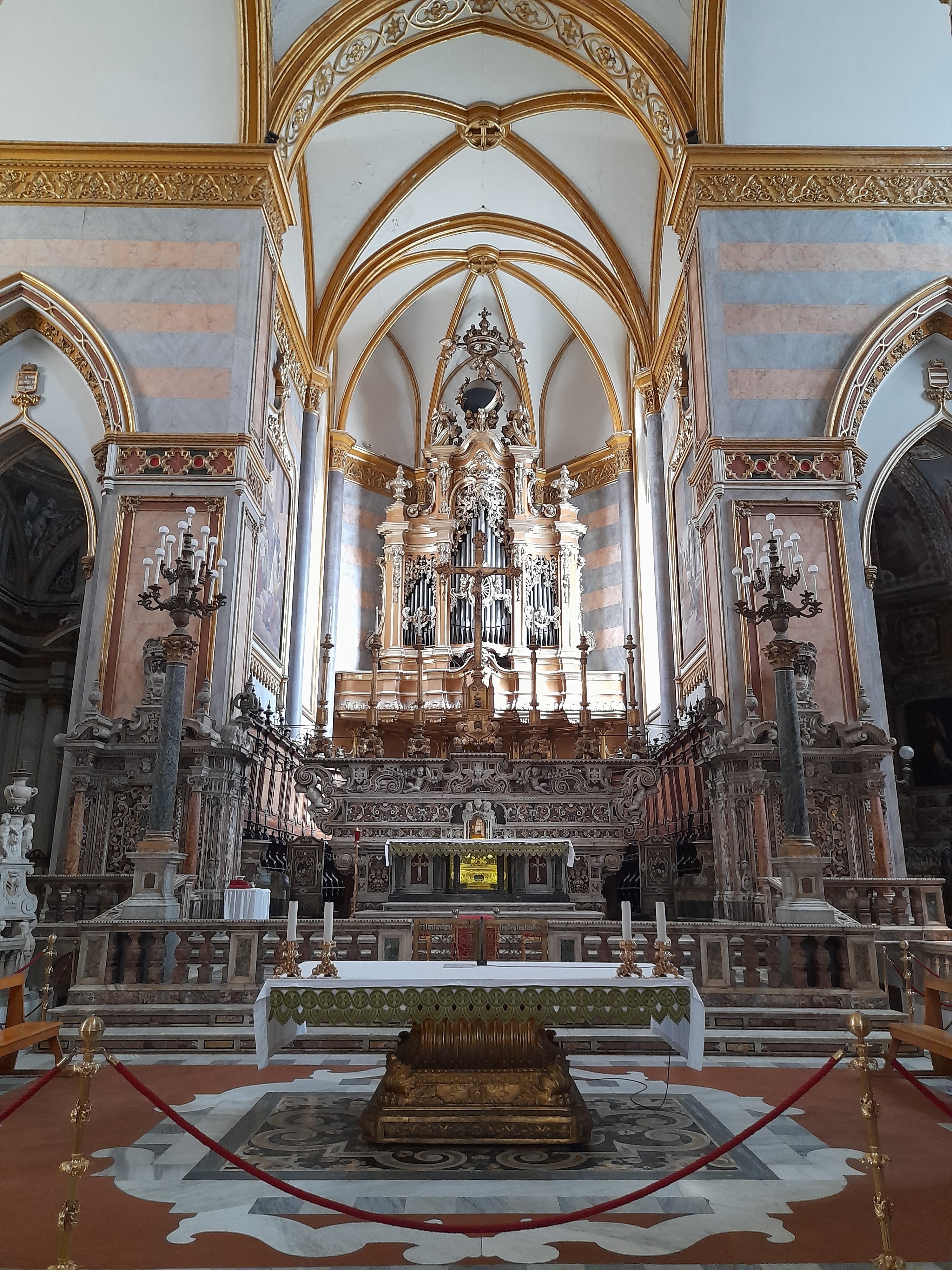
Hauptaltar und Orgel
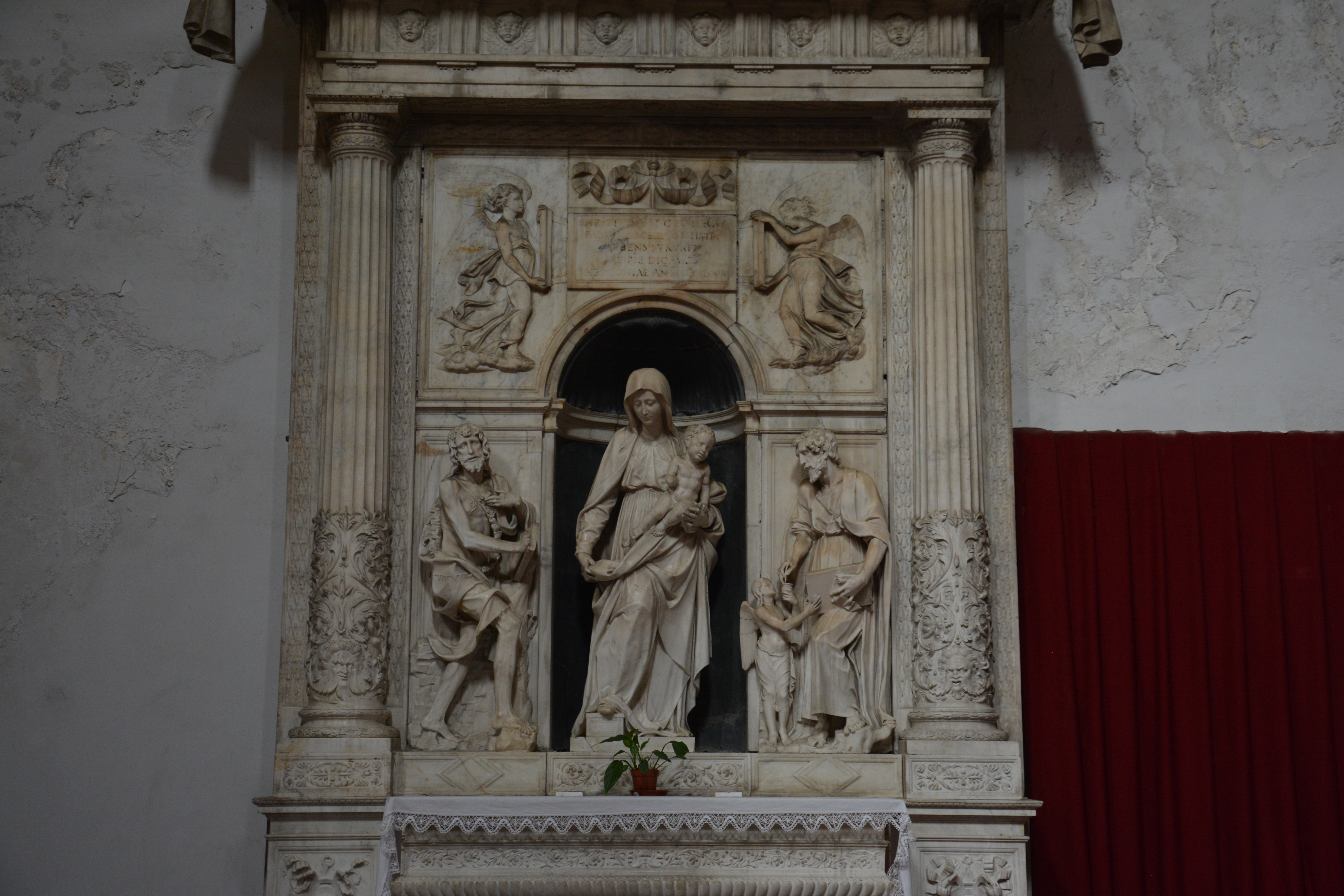
Altar (1536) von Giovanni da Nola in der Capella della Madonna della neve
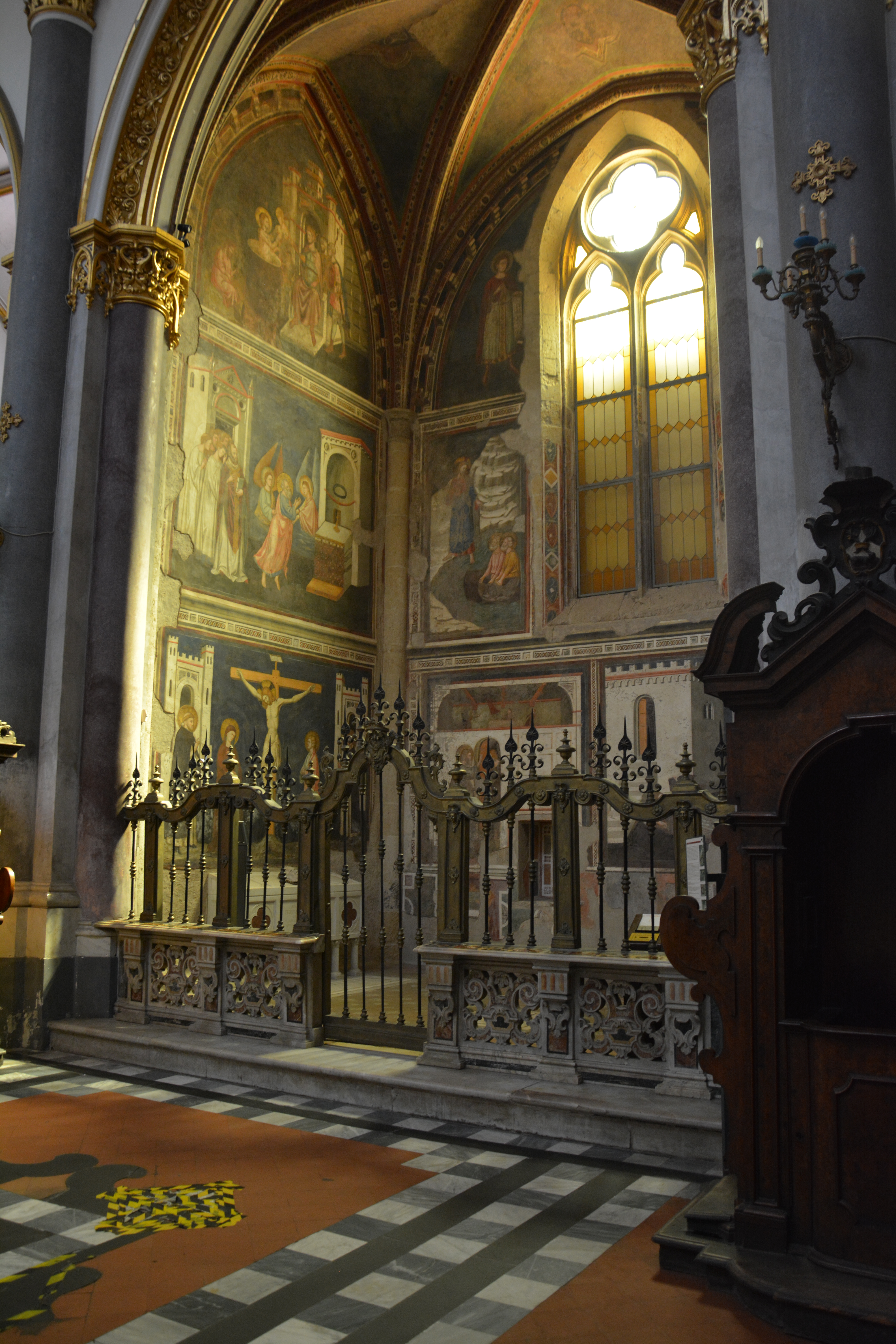
Brancaccio-Kapelle mit Fresken von Pietro Cavallini
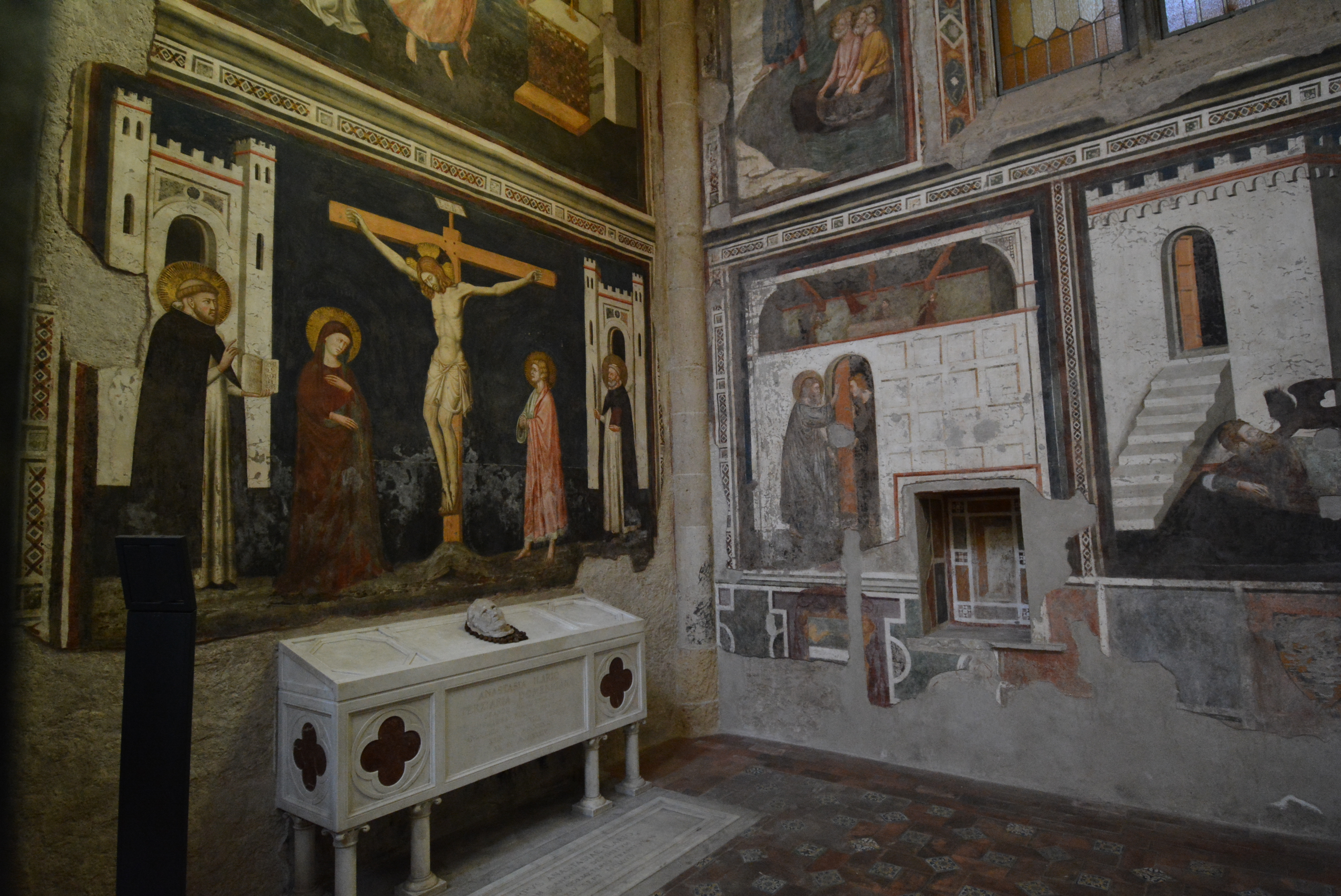
Brancaccio-Kapelle mit Fresken von Pietro Cavallini
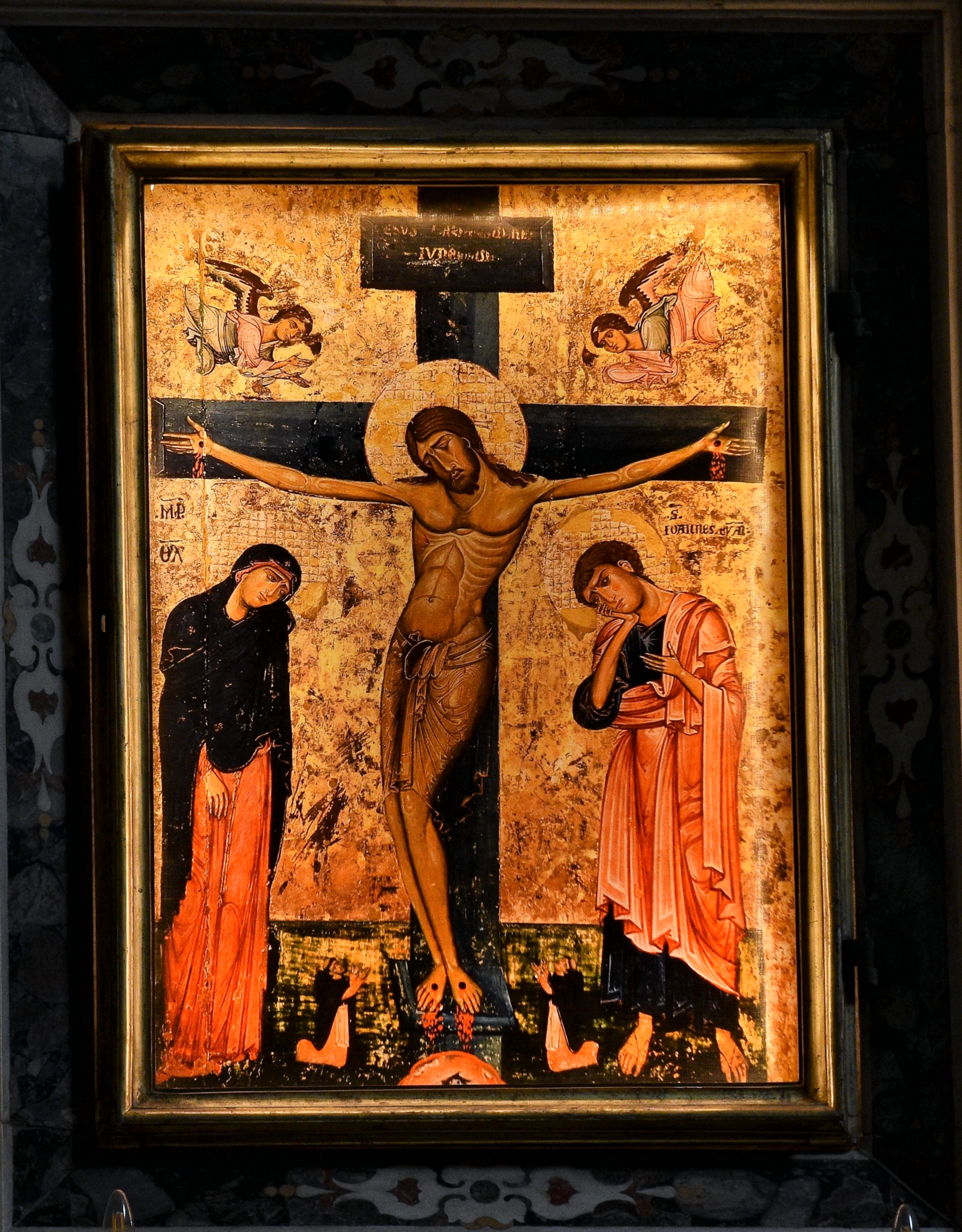
Ikone des Hl. Thomas von Aquin im Cappellone del Crocifisso
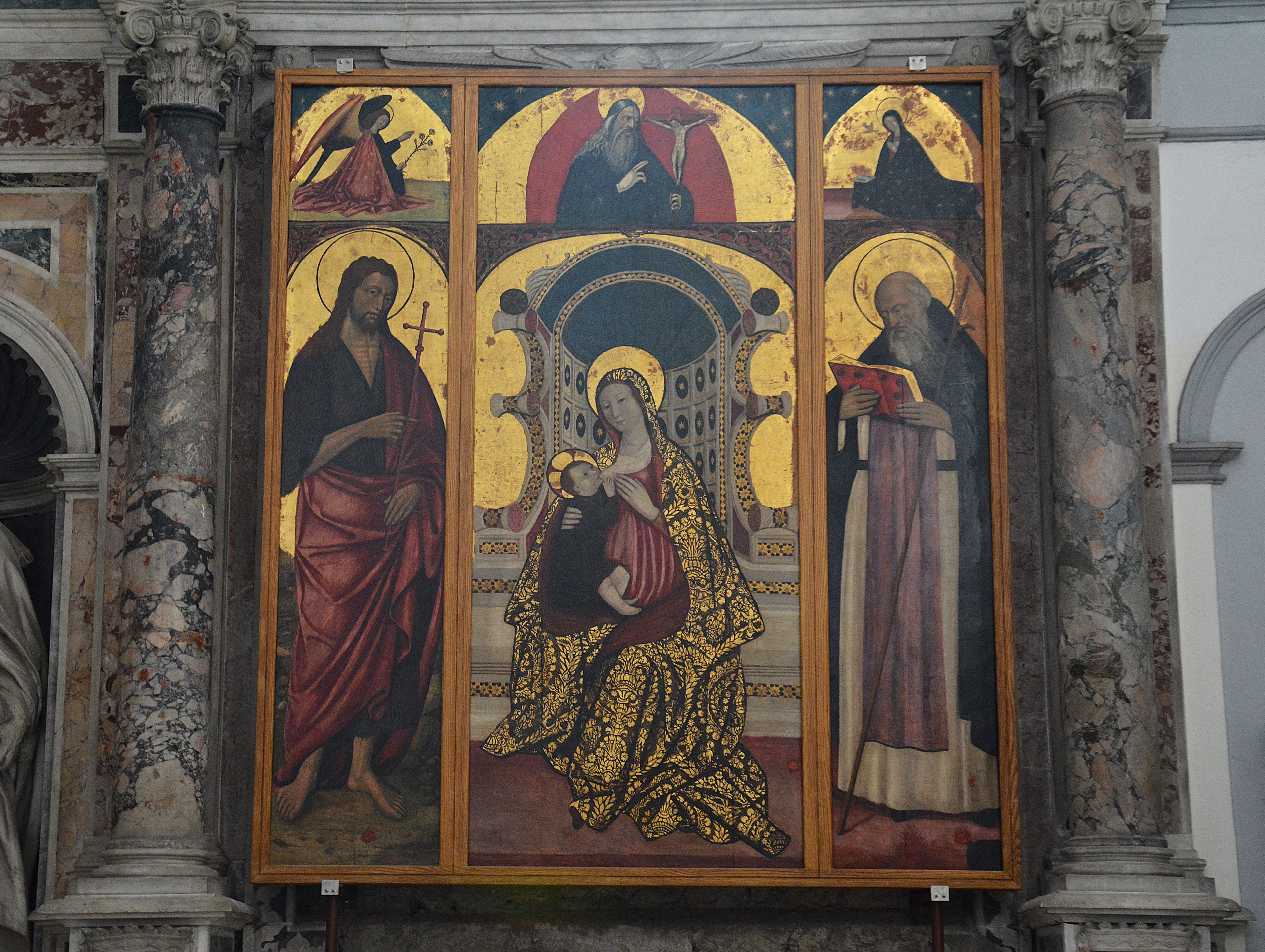
Altar von Angiolillo Arcuccio in der Cappella di Santa Maria delle Grazie
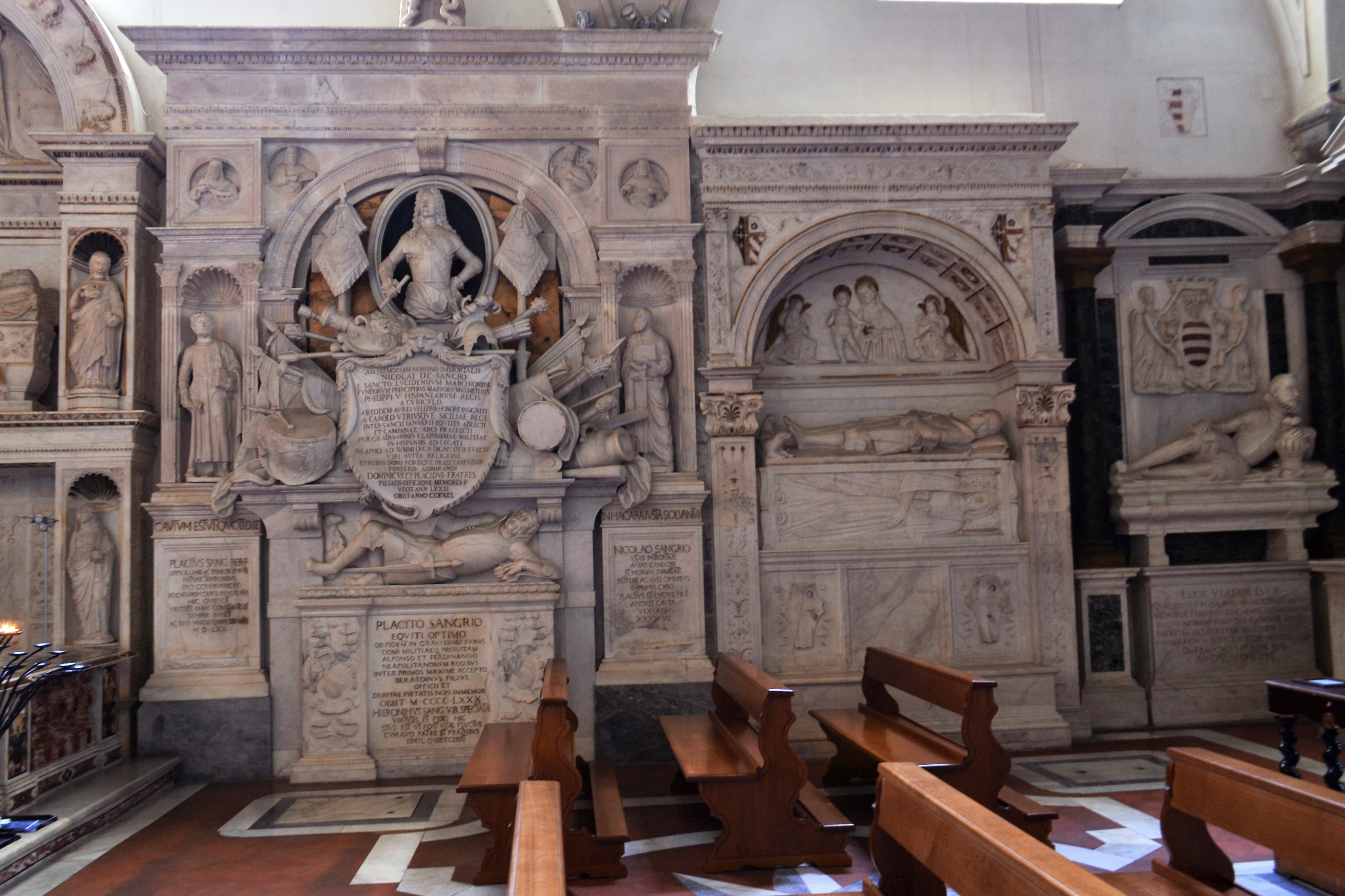
6. Kapelle im rechten Seitenschiff, rechte Wand mit Grabmälern
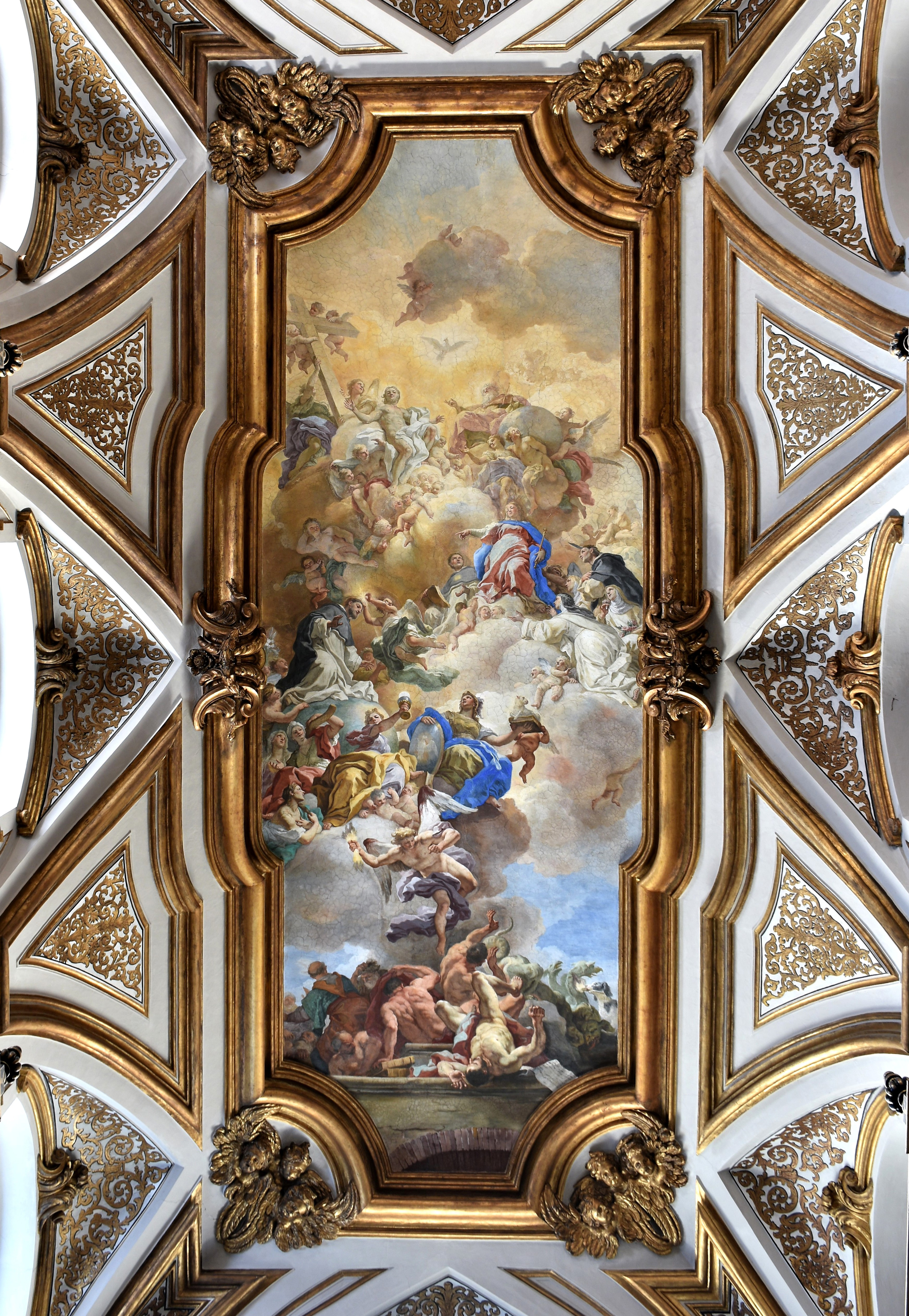
Deckenfresko (1709) von Francesco Solimena in der Sakristei